# Paul Moran
Paul Moran (Chicago, 31 de dezembro de 1966) é um atleta paraolímpico dos Estados Unidos. Após um acidente em 1985, Moran teve amputados sua perna direita e dois dedos de sua mão esquerda. Depois de participar dos Jogos Paraolímpicos de Verão de 1992 em Barcelona, na modalidade voleibol sentado (pela qual disputaria outras três edições dos Jogos), começou a praticar tênis em cadeira de rodas, esporte pelo qual participou dos Jogos de Pequim, em 2008, sem jamais conseguir medalhas.

## Resultados em Jogos Paraolímpicos
| Edição         | Esporte                   | Resultado                                   |
| -------------- | ------------------------- | ------------------------------------------- |
| Barcelona 1992 | Voleibol sentado          | 11º                                         |
| Atlanta 1996   | Voleibol sentado          | 11º                                         |
| Sydney 2000    | Voleibol sentado          | 12º                                         |
| Atenas 2004    | Voleibol sentado          | 5º                                          |
| Pequim 2008    | Tênis em cadeira de rodas | Oitavas-de-final (duplas) 1ª fase (simples) |